# Gastrotheca pacchamama
Gastrotheca pacchamama é uma espécie de anfíbio da família Hemiphractidae.
É endémica do Peru.
Os seus habitats naturais são: campos de altitude subtropicais ou tropicais, marismas de água doce e marismas intermitentes de água doce.